# 1997 UEFAスーパーカップ
1997 UEFAスーパーカップは、23回目のUEFAスーパーカップである。便宜上1997となっているが、開催は1998年の1月8日と3月11日である。第1戦は2-1、第2戦は1-1、合計3-1でバルセロナが優勝した。

## 試合

### 第1戦
| 1998年1月8日 21:00 CET |

| FCバルセロナ                                | 2–0 | ボルシア・ドルトムント |
| ルイス・エンリケ 8分 · リバウド 61分 (pen.) |     |                        |

| カンプ・ノウ 観客数: 50,000 |

| Barcelona | Borussia Dortmund |

### 第2戦
| 1998年3月11日 20:00 CET |

| ボルシア・ドルトムント  | 1–1 | FCバルセロナ     |
| ヨルク・ハインリヒ 64分 |     | ジオヴァンニ 8分 |

| ジグナル・イドゥナ・パルク 観客数: 32,500 |

| Borussia Dortmund | Barcelona |